# 三語法
三語法（さんごほう、英：hendiatris）は、一つのものを三語によって表す修辞法。

## 例
- ABC、イロハ、甲乙丙（文字の並び順の最初の3文字を示すことで初歩の初歩を表す）
- 松竹梅（慶事の象徴とされる樹木）
- 猪鹿蝶（花札）
- 政官財（権力者）
- 走攻守（野球における走塁・攻撃・守備）
- 心技体
- 飯、風呂、寝る（生活に必要な最低限の会話）
- 飲む、打つ、買う（近代になされていた主に男性の遊び）
- くう ねる あそぶ（セフィーロのCM）
- より速く、より高く、より強く（オリンピック憲章に書かれているオリンピックのモットー）
- 人民の人民による人民のための政治